# 舍拉耶沃农村居民点
舍拉耶沃农村居民点（俄语：Шелаевское сельское поселение）是俄罗斯联邦别尔哥罗德州瓦卢伊基区所属的一个农村居民点。其下辖有4个居民点，行政中心为舍拉耶沃。据2016年统计，该农村居民点的人口为3238人。